# Bullfrog Basin (Utah)

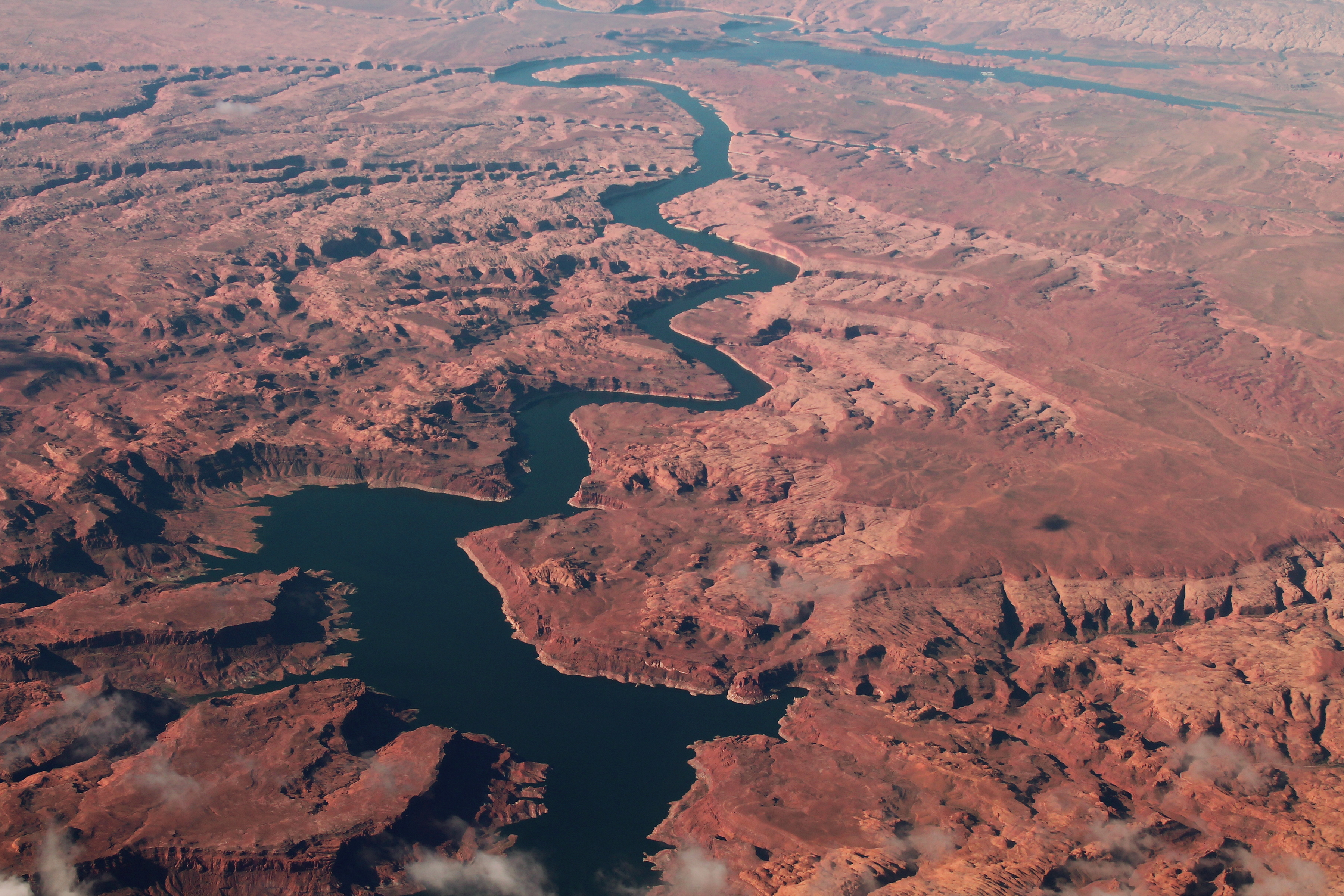
Uitzicht op de Colorado River, zuidwaarts gericht richting Bullfrog Basin en Halls Crossing, twee recreatieve toegangspunten aan het Powellmeer binnen het Glen Canyon National Recreation Area, verbonden door de Charles Hall Ferry.

Bullfrog Basin is een recreatiegebied in het noorden van Glen Canyon National Recreation Area in Kane County, Utah, aan het Powellmeer.
Het omvat het Bullfrog Basin Airport (IATA: BFG), een camping, de Defiance House Lodge, een bezoekerscentrum, en de Bullfrog Resort and Marina met restaurant, winkels en een tankstation. Het is tevens het noordelijke eindpunt van de Charles Hall Ferry.

## Geschiedenis

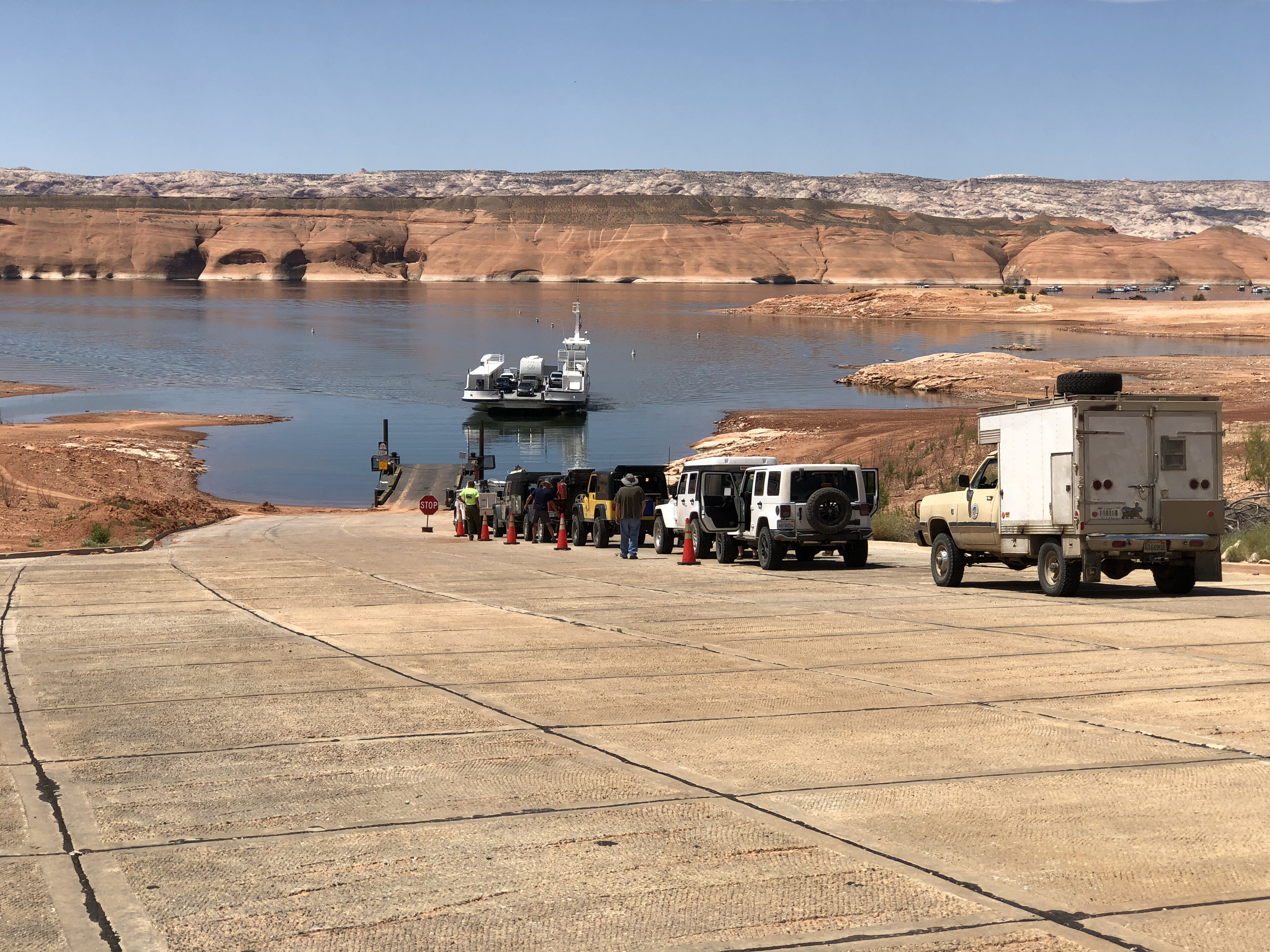
De Charles Hall Ferry is een veerdienst die voertuigen, fietsers en voetgangers vervoert tussen Bullfrog Basin en Halls Crossing over het Powellmeer.

De ontwikkeling van Bullfrog Basin werd in de jaren 1960 gesteund door gouverneur Calvin Rampton, die federale fondsen wist te verkrijgen voor de aanleg van een toegangsweg. Hoewel er aanvankelijk plannen waren voor de Lake Powell Parkway die Bullfrog zou verbinden met US-89 en I-70, werd dit project niet uitgevoerd vanwege milieubezwaren. In plaats daarvan werd gekozen voor het verbeteren van bestaande wegen, zoals de Boulder-Bullfrog Scenic Road.
In 1979 woonden er permanent circa 115 mensen, voornamelijk personeel van de National Park Service, concessiewerkers en staatsmedewerkers. Tijdens het toeristenseizoen groeide dit aantal tot ongeveer 200. De bewoners woonden grotendeels in gehuurde mobiele woningen.
Door aanhoudende droogte begin 21e eeuw moest de botenhelling bij de marina aanzienlijk worden verlengd. Het Bullfrog Basin Airport, gelegen op 8 km van de marina, wordt beheerd door de National Park Service en heeft één landingsbaan. Ondanks eerdere voorstellen tot sluiting vanwege lage gebruikscijfers en het ontbreken van tankfaciliteiten, bleef het vliegveld operationeel.